# Celestún
Esta página se refiere a una localidad. Para el municipio homónimo véase Celestún (municipio).
Celestún es una población yucateca que se encuentra a 95 km de la ciudad de Mérida, en México. Está emplazada adyacente a una ría (estero) que corre paralela a la costa poniente de la Península de Yucatán, a lo largo de manglares. Los flamencos que habitan en ella son uno de los atractivos mayores del lugar.[cita requerida]

## Ubicación
Celestún se localiza en el extremo poniente del estado de Yucatán, casi en sus límites con el estado de Campeche y en las costas del golfo de México.[cita requerida]
Alrededor del pueblo, se encuentra la Reserva de la Biósfera Ría Celestún en la que se han desarrollado petenes, que se extiende por Yucatán y Campeche, tiene unos 600 km² y es internacionalmente reconocido por ser el lugar de refugio invernal de miles de flamencos y de muchas otras especies de aves. El ecosistema de Celestún es único debido a la combinación del agua dulce proveniente de la Ría Celestún y el agua salada del golfo de México. Los flamencos de Celestún son de un color rosado intenso, debido a la concentración de caroteno en el agua; además, la reserva alberga varias especies de aves, entre los cuales están el pelícano blanco y el pelícano café.[cita requerida]
Celestún se encuentra unido a tierra firme por medio de un puente, punto del cual parten expediciones turísticas en bote que recorren la ría. Entre otros atractivos turísticos situados en los alrededores, también se encuentra un paraje denominado bosque petrificado; hay también varios pantanos y cenotes, en donde es posible nadar.[cita requerida]

## Biodiversidad
De acuerdo al Sistema Nacional de Información sobre Biodiversidad de la Comisión Nacional para el Conocimiento y Uso de la Biodiversidad (CONABIO) en la Reserva de la Biosfera Ría Celestún habitan más de 1,420 especies de plantas y animales de las cuales 86 se encuentra dentro de alguna categoría de riesgo de la Norma Oficial Mexicana NOM-059  y 46 son exóticas.

## Galería

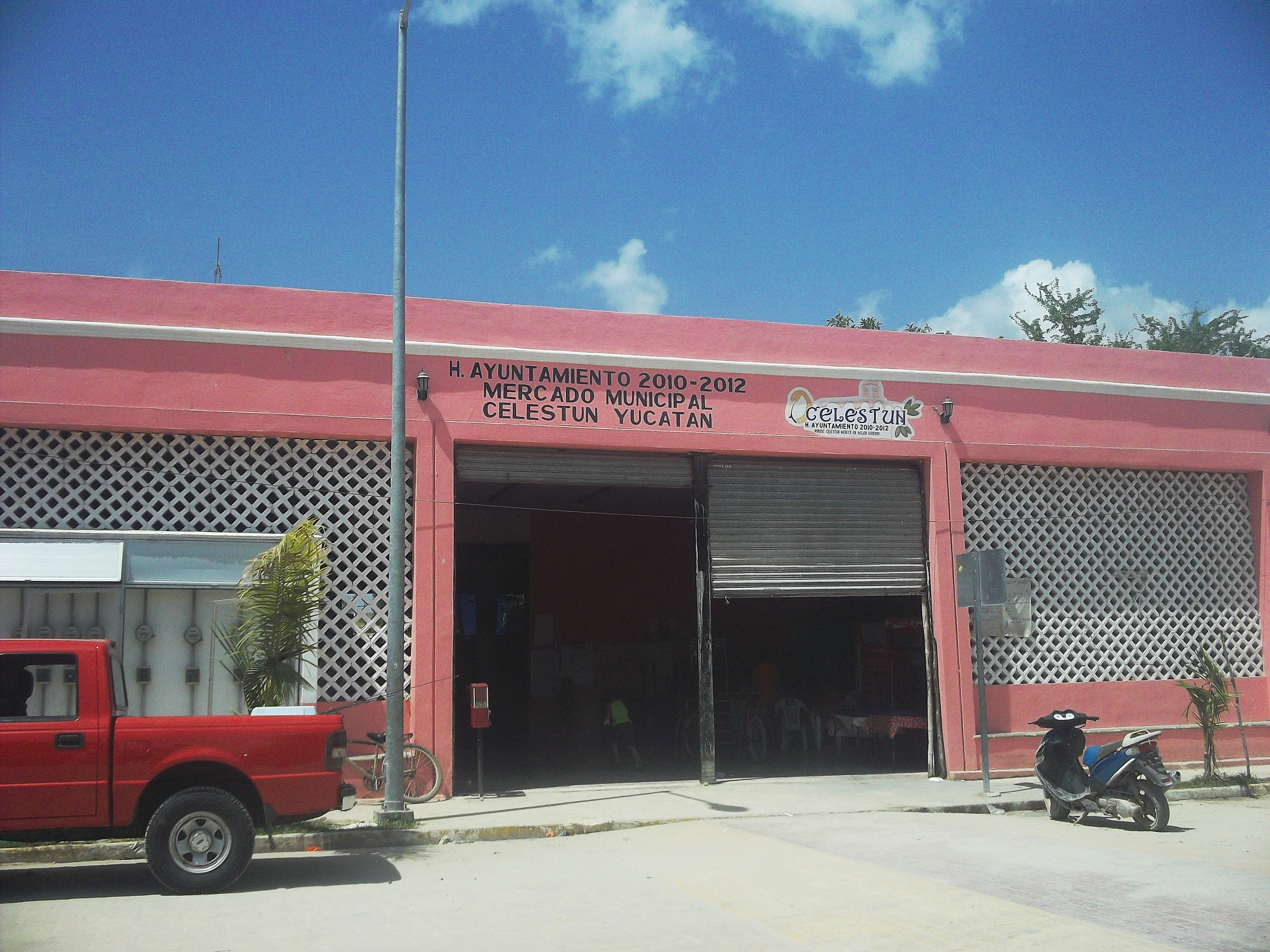
Mercado de Celestún
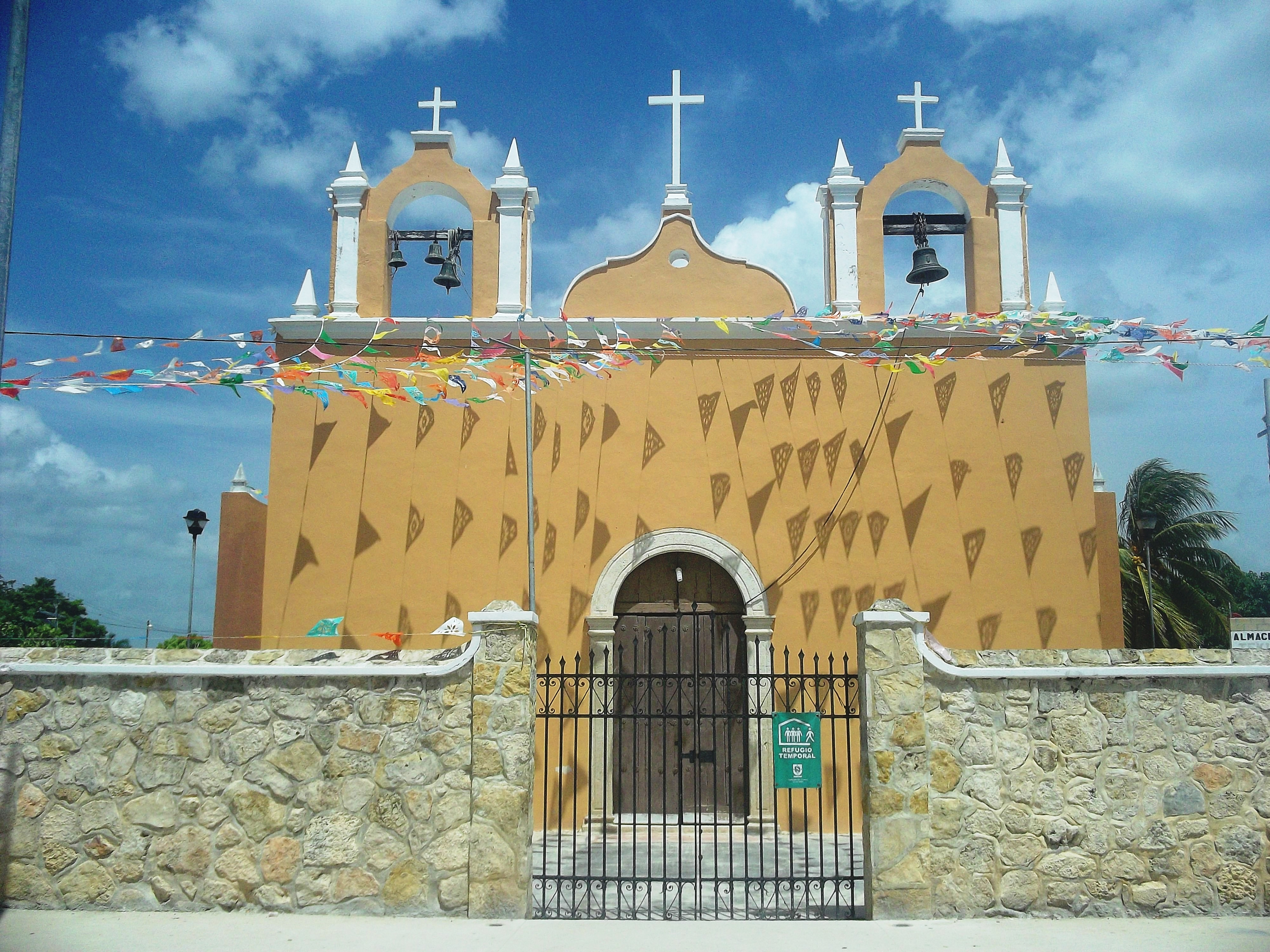
Iglesia de Celestún
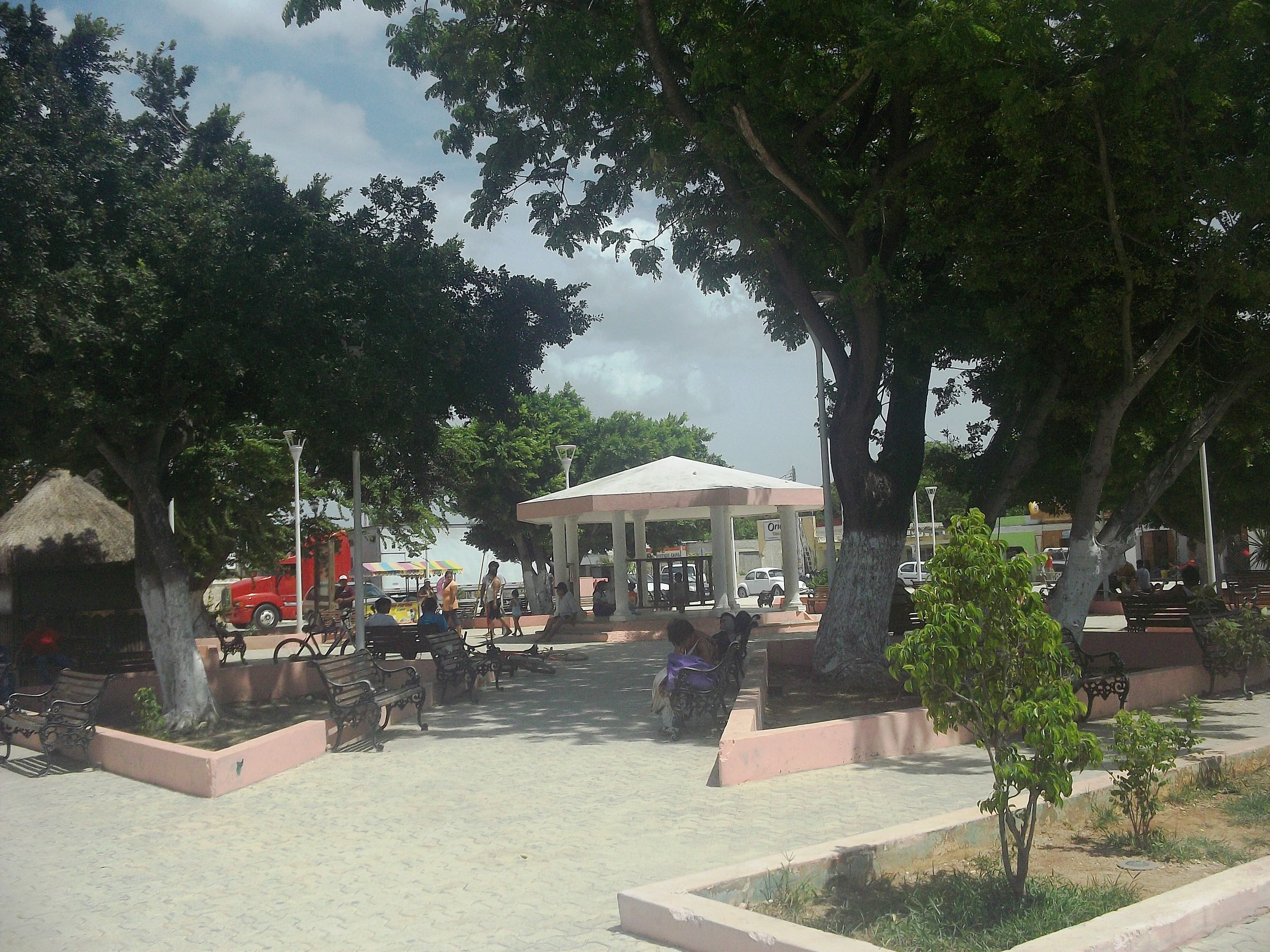
Parque principal de Celestún
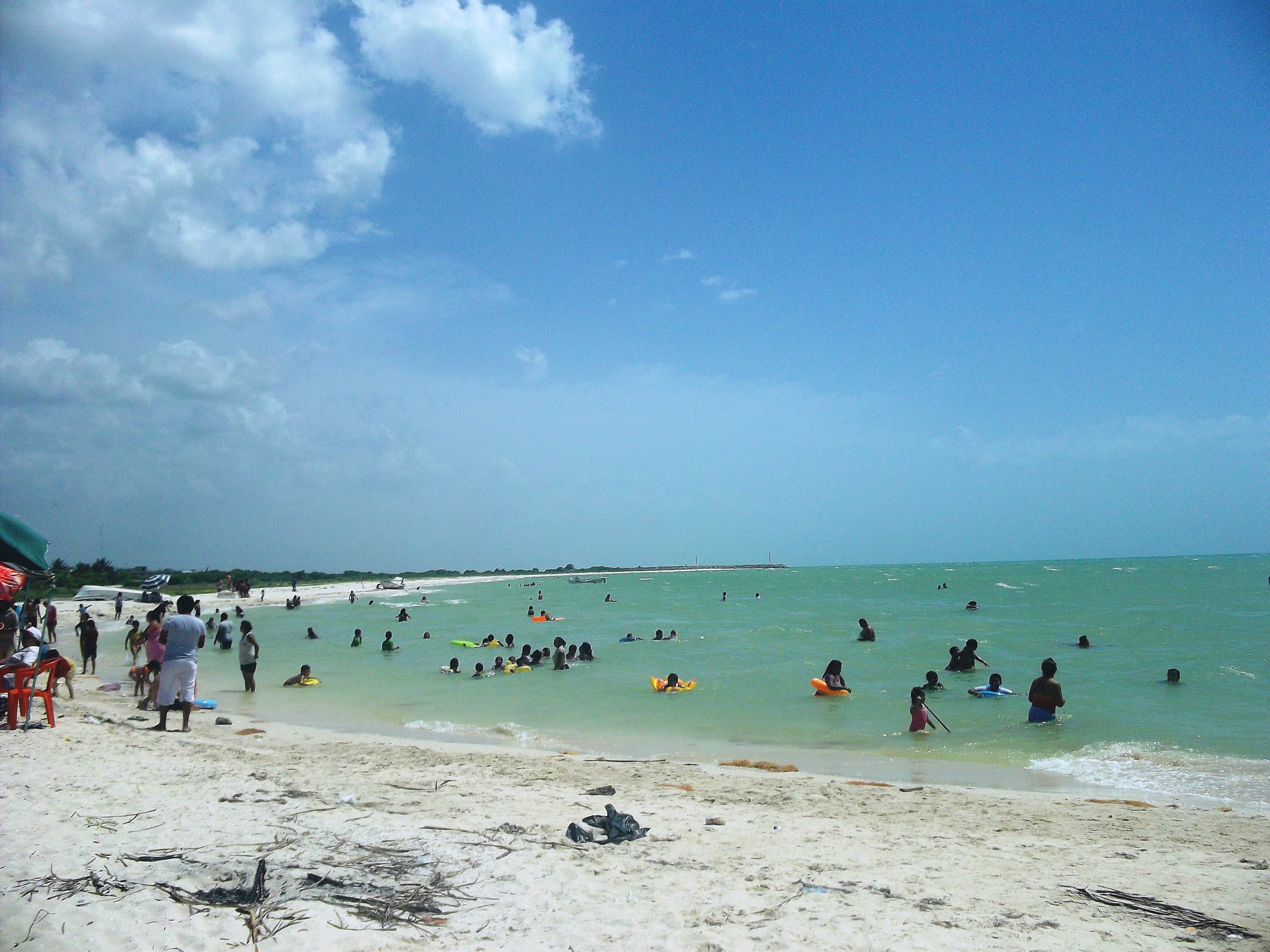
Faro de Celestún
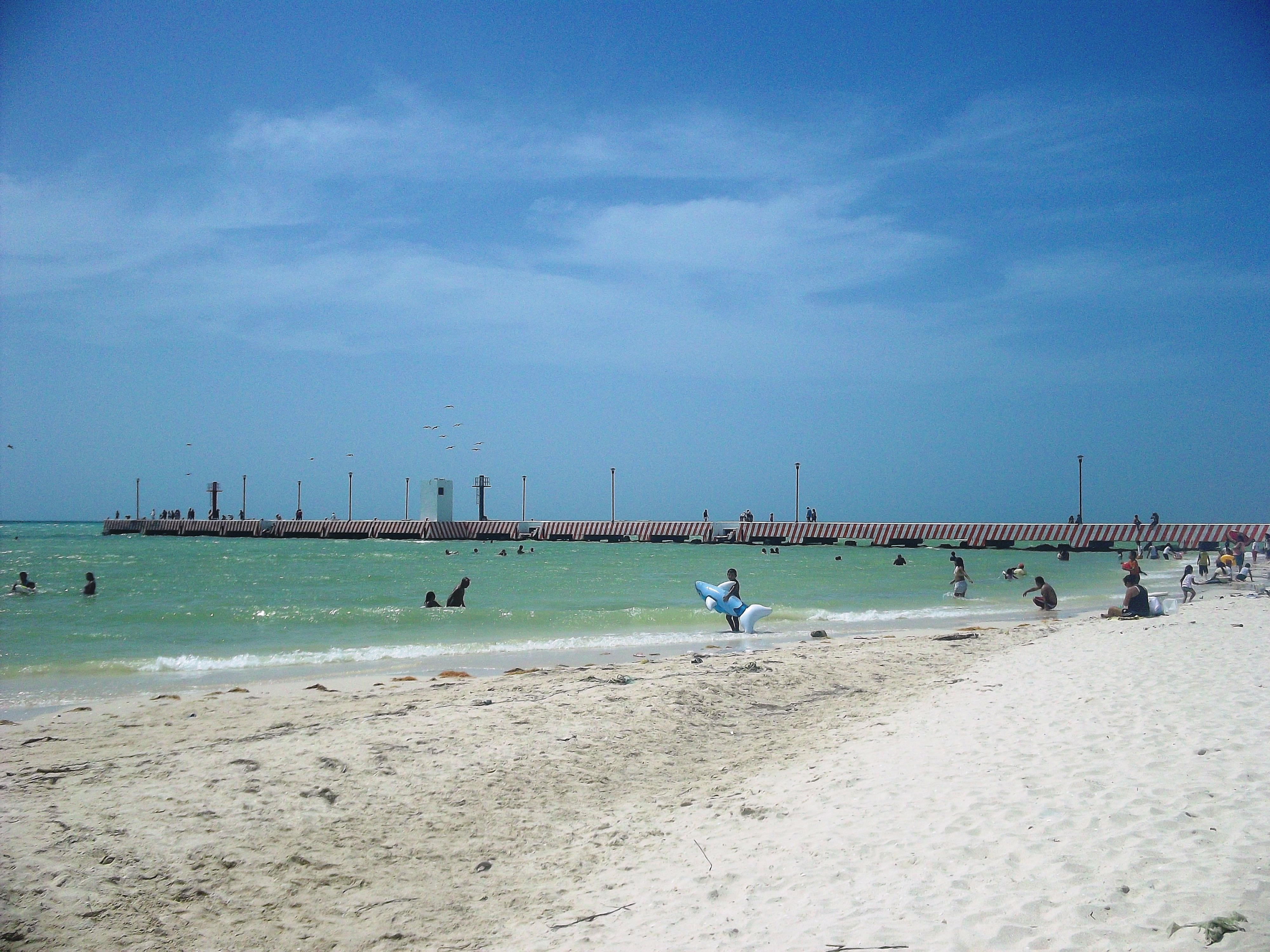
Muelle de Celestún
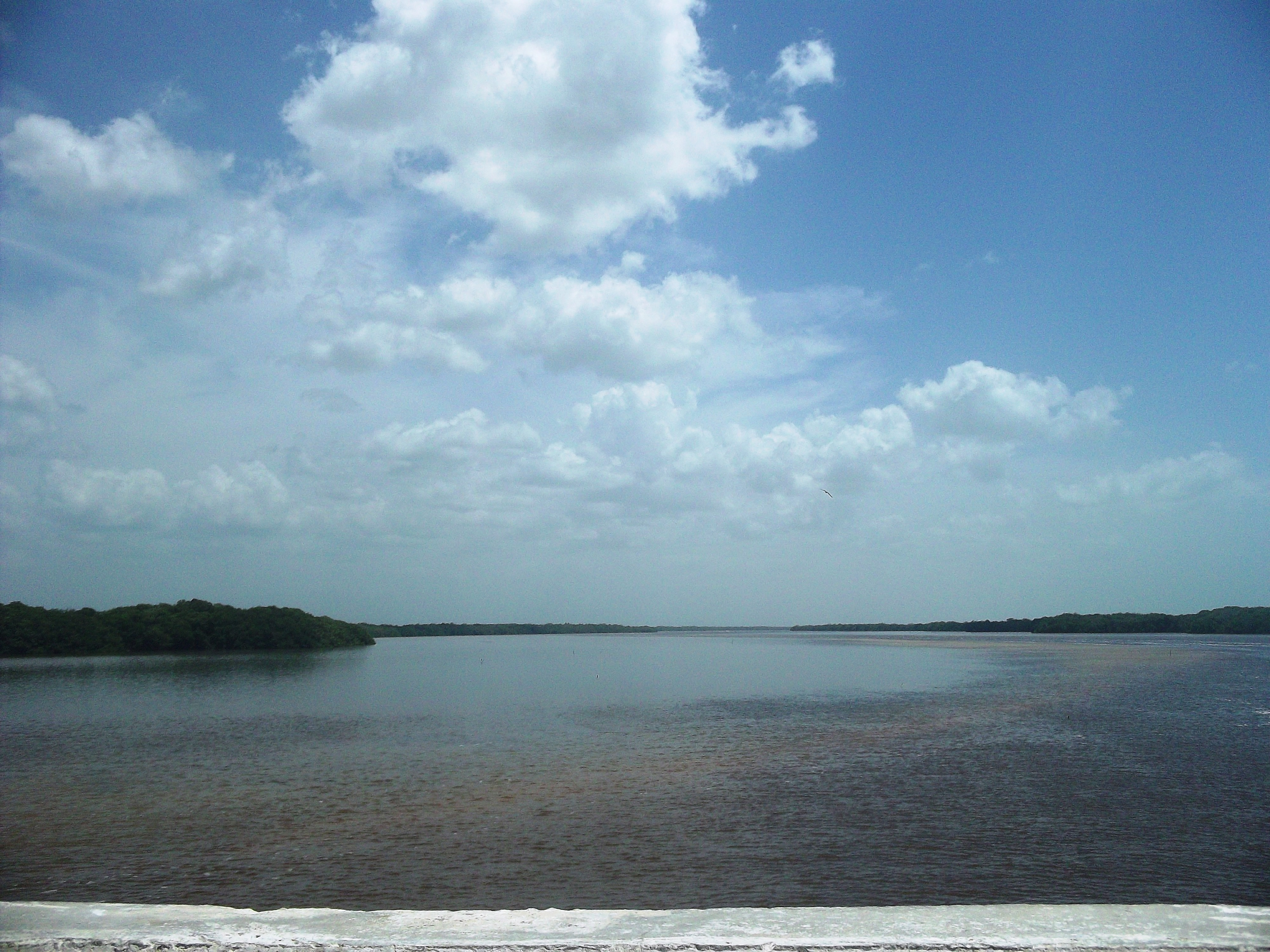
Ría de Celestún
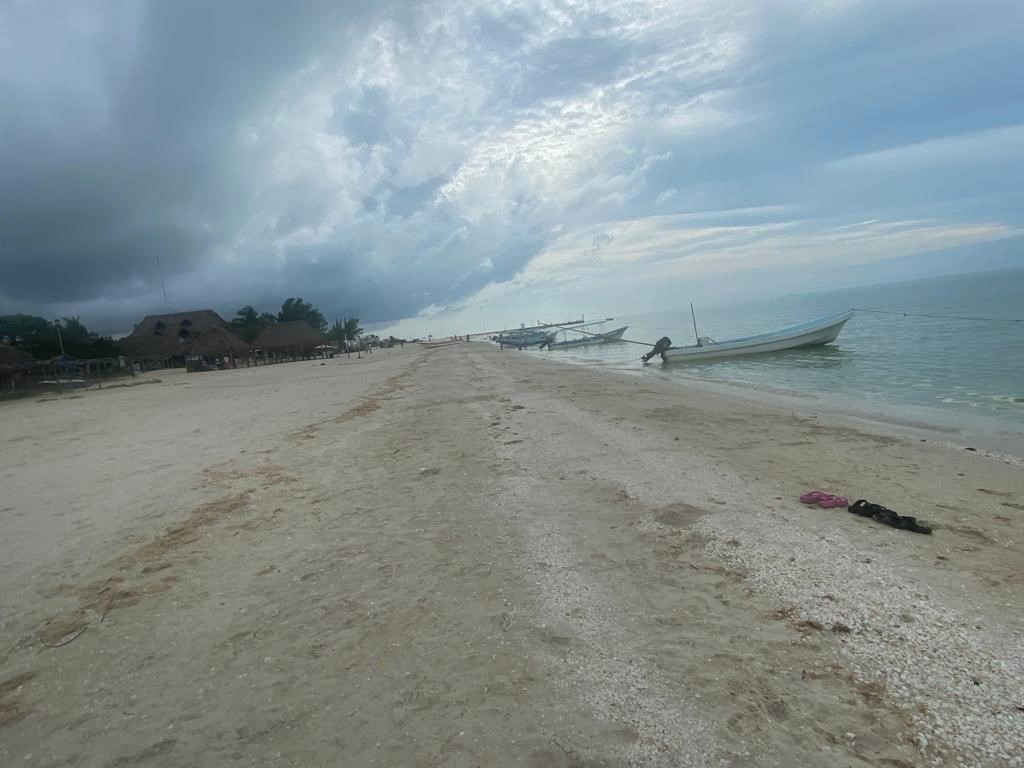
Playa de Celestún
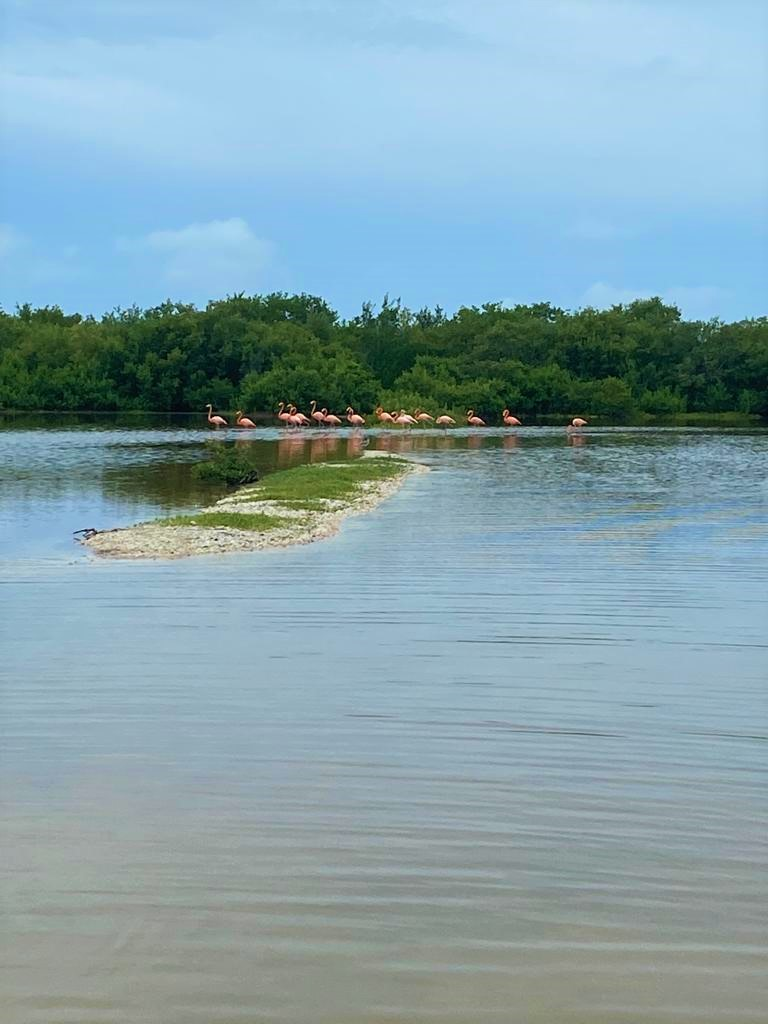
Flamingos en Celestún